# الجدول الزمني ليريفان

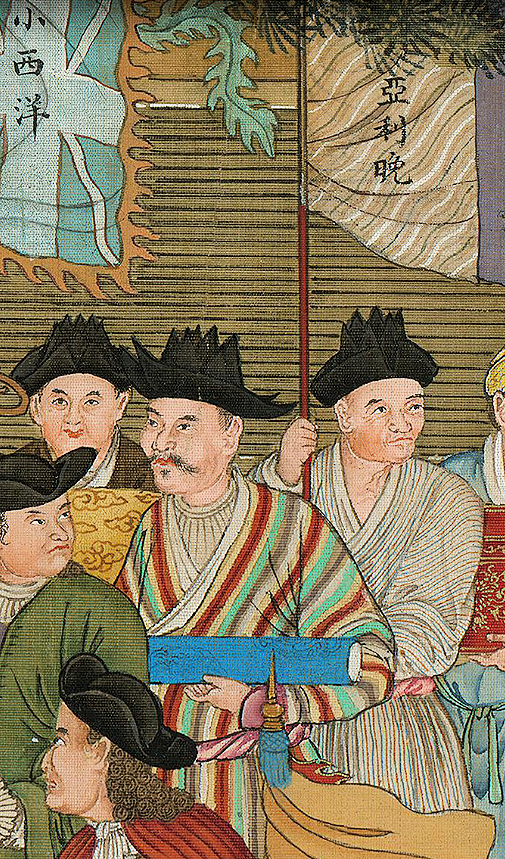
مندوبو يريفان في بكين، الصين، عام 1761

## قبل القرن العشرين
- 782 قبل الميلاد - تسوية تأسست من قبل أرغيشتي إي أوف أورارتو.[1]
- 590s CE - بنى كنيسة كاتوهايك تسيرانافور أفان.
- 1582 - الأتراك في السلطة.[2]
- 1583 - بنى قلعة يريفان .
- 1604 - بلدة تؤخذ من الصفويين في إيران.[3]
- 1615 - بلدة محاصرة من قبل القوات التركية.[2]
- 1679 - 4 يونيو: 1679 زلزال ارمينيا.
- 1736 - بلدة تصبح عاصمة يريفان خانات.[بحاجة لمصدر]
- 1768 - المسجد الأزرق بنى.
- 1827 - 1 أكتوبر: القبض على يريفان؛ الروس في السلطة؛ الفرس يغادر.[3]
- 1828 - تصبح المدينة جزءًا من روسيا لكل معاهدة تركمانشاي.[2][4]
- 1830 - جسر أحمر أعيد بناؤها.
- 1837 - شارع تسارسكايا يفتح.[بحاجة لمصدر]
- 1842 - [أعيد بناء] [كاتدرائية القديس سركيس، يريفان | كاتدرائية القديس سركيس].
- 1873 - تعداد السكان: 11,938.[2]
- 1877 - يريفان أرارات النبيذ مصنع في العملية.
- 1879 - هوفانز غورغيان يصبح رئيس بلدية.[5]
- 1897 - عدد السكان: 28,910.

## القرن العشرين
- 1913 - تعداد السكان: 34,000.[6]
- 1915 - يبدأ اللاجئون من الإبادة الجماعية الأرمينية في الوصول إلى إريفان.[3]
- 1918 - 28 أيار: تصبح يرفان عاصمة جمهورية أرمينيا الأولى.[3]
- 1920
  - 29 نوفمبر: البلاشفة في السلطة.[7]
  - يريفان يصبح عاصمة جمهورية أرمينيا السوفياتية الاشتراكية.[4]
  - نايري سينما يفتح.
- 1921 - أنشئت جامعة ولاية أرمنية.[4]
- 1924 - مدرسة الفن تفتح.[8]
- 1926 - تعداد السكان: 64,613.[4]
- 1930 - استاد سبارتاك بني.
- 1931 - كاتدرائية سانت نيكولاي هدمت.
- 1933 - مسرح الأوبرا يفتح.
- 1934 -  جولوس أرميني 'تصدر الصحيفة باللغة الروسية النشر.
- 1936
  - City أعيد تسميتها «يريفان.»[4]
  - سينما موسكويفتح[9]
  - كوميتاس بانثيون (مقبرة) المنشأة.
- 1939 - تعداد السكان: 200,031.[4]
- 1940
  - حديقة حيوانات يريفان تفتح.
  - تمثال لينين في ساحة لينين.
- 1949 - بوشكين بارك مصمم.
- 1959 - ساحة سورين سباندريان يفتح.
- 1965
  - 24 أبريل: 1965 مظاهرات يريفان.
  - تعداد السكان: 623,000.[10]
- 1967
  - الأم أرمينيا النصب التي اقيمت في حديقة النصر.
  - نصب تذكاري للإبادة الجماعية الأرمنية على تسيسرناكابرد.
- 1970s - تأسيس متحف يريفان للفن المعاصر.[8]
- 1970 - ملعب هرازدان وبيت الشطرنج مفتوح.
- 1977 - أقيمت برج تلفزيون يريفان.
- 1979 - تعداد السكان: 1,055,000.[11]
- 1980 - يريفان كاسكيد بنيت.
- 1981 - مترو يريفان يبدأ التشغيل؛ المارشال باغرامين (محطة مترو) يفتح.
- 1982 - بيت-متحف أرام خاشاتوريان يفتح.
- 1983 - كارن ديميرتشيان الرياضة وحفلات مجمع يفتح.
- 1985 - تعداد السكان: 1,133,000 (estimate).[12]
- 1987 - غارغن نزهة ساحة (محطة مترو) يفتح.
- 1988
  - 18-26 شباط / فبراير: مظاهرة كبيرة عقدت في يريفان مطالبة توحيد كاراباخ مع أرمينيا.
  - 22 مارس: مظاهرة.
  - 26 مارس: مظاهرة.
  - 7 كانون الأول / ديسمبر: تدفق اللاجئين في أعقاب زلزال عام 1988.[13]
- 1991
  - 21 سبتمبر: استفتاء الاستقلال الأرمني، 1991.
  - Azg  و  يركير  الصحف في النشر.[14]
- 1992
  - تم تشكيل نادي كرة القدم بيونيك.
  - المركز الأرمني للفن التجريبي المعاصر نشط.
- 1993 - تأسيس بورصة يريفان.[14]
- 1994 - مظاهرة الغذاء.[15]
- 1996 - أيلول / سبتمبر: احتجاج في أعقاب الانتخابات الرئاسية الأرمنية، 1996.[15]

## القرن الحادي عشر
- 2001 - افتتاح مركز هوفيك هاياباريتان للفروسية.
- 2003
  - يرفاند زاخريان يصبح رئيس البلدية.[5]
  - مجموعة أبحاث السياسة الدولية الأرمنية التي يوجد مقرها في المدينة.[16]
- 2004
  - مهرجان يريفان السينمائي الدولي يبدأ.
  - مدينة يريفان قاعة بنيت.
- 2007 - المدينة الشقيقة العلاقة التي أقيمت مع لوس أنجلوس، الولايات المتحدة الأمريكية.[17]
- 2008 - شباط / فبراير - آذار / مارس: الاحتجاجات على انتخابات الرئاسة الأرمنية لعام 2008.[15]
- 2009 - متحف كافجين للفنون يفتح.
- 2011
  - يريفان فيلودروم وموردخاي نافي كنيس مفتوحة.
  - تارون مارغريان يصبح رئيس البلدية.
  - تعداد السكان: 1,060,138.
- 2012 - المدينة اسمه عاصمة عالمية للكتاب من قبل اليونسكو.
- 2014 - يريفان مول في مجال الأعمال التجارية.
- 2018 - أبريل: 2018 الاحتجاجات الأرمنية.[18]

## فهرس
نشرت في القرن التاسع عشر
- Abraham Rees (1819)، "Erivan"، The Cyclopaedia  [لغات أخرى]‏، London: Longman, Hurst, Rees, Orme & Brown – عبر Hathi Trust
- Robert Ker Porter (1821)، "(Erivan)"، Travels in Georgia, Persia, Armenia, ancient Babylonia, &c. &c، London: Longman, Hurst, Rees, Orme, and Brown، OCLC:5524754
- William Ouseley (1823)، "(Iravan)"، Travels in various countries of the East; more particularly Persia، London: Rodwell and Martin، OCLC:4198311
- Evliya Çelebi (1834). "Description of the Town of Erivan (Revan)". Narrative of Travels in Europe, Asia, and Africa, in the Seventeenth Century. ترجمة: Joseph von Hammer-Purgstall. London: الجمعية الملكية الآسيوية. ج. 2.
- Douglas W. Freshfield (1869). "(Erivan)". Travels in the Central Caucasus and Bashan. London: Longmans, Green, & Co.
- J. Buchan Telfer (1876). "(Erivan)". The Crimea and Transcaucasia. London: H.S. King & Company.
- George Ripley؛ Charles A. Dana، المحررون (1879). "Erivan". American Cyclopedia (ط. 2nd). New York: D. Appleton and Company.
- "Erivan". Hand-book for Travellers in Russia, Poland, and Finland (ط. 4th). London: John Murray  [لغات أخرى]‏. 1888.{{استشهاد بكتاب}}:  صيانة الاستشهاد: علامات ترقيم زائدة (link)
- Charles Wilson، المحرر (1895)، "Erivan"، Handbook for Travellers in Asia Minor, Transcaucasia, Persia, etc.، London: جون موراي  [لغات أخرى]‏، OCLC:8979039{{استشهاد}}:  صيانة الاستشهاد: علامات ترقيم زائدة (link)

نشرت في القرن العشرين
- "Erivan"، موسوعة تشامبرز، London: W. & R. Chambers، 1901 – عبر Hathi Trust
- H. F. B. Lynch (1901). "At Erivan". Armenia: Travels and Studies. London: Longmans, Green, and Co.
- A.V. Williams Jackson (1906)، "(Erivan)"، Persia Past and Present: a Book of Travel and Research، New York: Macmillan
- "Erivan"، موسوعة بريتانيكا الحادية عشرة (ط. 11th)، New York، 1910، OCLC:14782424 – عبر Internet Archive{{استشهاد}}:  صيانة الاستشهاد: مكان بدون ناشر (link)
- William Eleroy Curtis (1911). "(Erivan)". Around the Black Sea. New York: هودر وستوكتون.
- "Erivan"، Russia، Leipzig: Karl Baedeker  [لغات أخرى]‏، 1914، OCLC:1328163{{استشهاد}}:  صيانة الاستشهاد: علامات ترقيم زائدة (link)
- William Henry Beable (1919)، "Erivan"، Russian Gazetteer and Guide، London: Russian Outlook

نشرت في القرن 21
- Rouben Paul Adalian (2010). "Yerevan". Historical Dictionary of Armenia (ط. 2nd). Scarecrow Press. ISBN:978-0-8108-7450-3.
- Levon Abrahamian (2011). "Yerevan Sacra". في Tsypylma Darieva؛ وآخرون (المحررون). Urban Spaces After Socialism: Ethnographies of Public Places in Eurasian Cities. Frankfurt: Campus-Verlag [الإنجليزية]. ISBN:978-3-593-39384-1.

## الروابط الخارجية
- المكتبة العامة الرقمية الأمريكية. Items related to Yerevan, various dates